# Pleasanter
Pleasanter（プリザンター）とは、AGPLのオープンソースライセンスに基づいて株式会社インプリムが開発・提供している国産オープンソースソフトウェアのWebデータベース型ビジネスアプリケーションプラットフォーム。
公開当初は、.NET FrameworkをインストールしたWindowsとSQL Serverでの構成に限定されていたが、2020年5月にPostgreSQLに対応した.NET Core版が正式リリースされたことにより全てオープンソースソフトウェアで動作環境が構築可能となっている。

## 概要
標準装備している約200種類もの業務アプリテンプレートから選択したテンプレートをベースに、マウス操作だけで自由に業務アプリをカスタマイズできるため業務の変化に迅速に対応できるのが特長。シンプルな見た目と、柔軟なカスタマイズ性で多様な業務に合わせたWebアプリを非エンジニアでも簡単に作成できる。さらに、豊富なAPIを備えており基幹システムなど外部のシステムとの連携した運用も可能で、JavaScriptやCSSを使用して柔軟に見た目や機能をカスタマイズできることも大きな特長。
特定の業務に特化した業務アプリは多数存在するが、業務アプリという分野において汎用を謳ったプロダクトは未だ少なく、既存の業務アプリではカバーできない様々な業務範囲をカバーできることから企業への導入が加速している。特にオープンソースソフトウェアであることから、ユーザライセンス費用が不要であるため、従業員の多い大企業で採用されるケースも多い。
分類(ドロップダウンリスト)、説明(テキストボックス)、数値、日付、チェック、添付ファイルなどの項目をそれぞれ最大で26個まで配置して業務アプリを作成するが、エンタープライズエディションを利用することで最大約900個まで配置できる項目数を拡張することができる。

## 受賞歴
- 2018年 中小企業優秀新技術 新製品賞ソフトウェア部門 優秀賞[4]
- 2018年 ASPIC IoT・AIクラウドアワード ASP・SaaS部門2018 ベンチャー大賞[5]
- 2019年 世界発信コンペティション 製品・技術(ベンチャー技術)部門 特別賞[6]
- 2022年 第７回「JEITAベンチャー賞」
- 2023年 北東アジアOSS貢献者賞